# أناند كومار
أناند كومار (بالهندية: आनंद कुमार؛ بالإنجليزية: Anand Kumar) هو صحفي ورياضياتي وكاتب هندي، ولد في 1973 في باتنا في الهند.
اشتهر ببرنامج سوبر 30 الذي بدأه في باتنا، بيهار في عام 2002، والذي يدرب الطلاب الفقراء على اجتياز امتحان القبول بالمعاهد الهندية للتكنولوجيا (IIT). بحلول عام 2018، وصل 422 من 481 طالبًا إلى المعاهد الهندية للتكنولوجيا وعرضت قناة Discovery أعماله في فيلم وثائقي. تحدث كومار في معهد ماساتشوستس للتكنولوجيا وجامعة هارفارد عن برامجه للطلاب من الفئات المحرومة في المجتمع الهندي. تم تصوير حياته وعمله في فيلم بعام 2019 باسم سوبر 30، حيث لعب دور كومار هريتيك روشان.

## وصلات خارجية
- الموقع الرسمي